# Shaznay Lewis

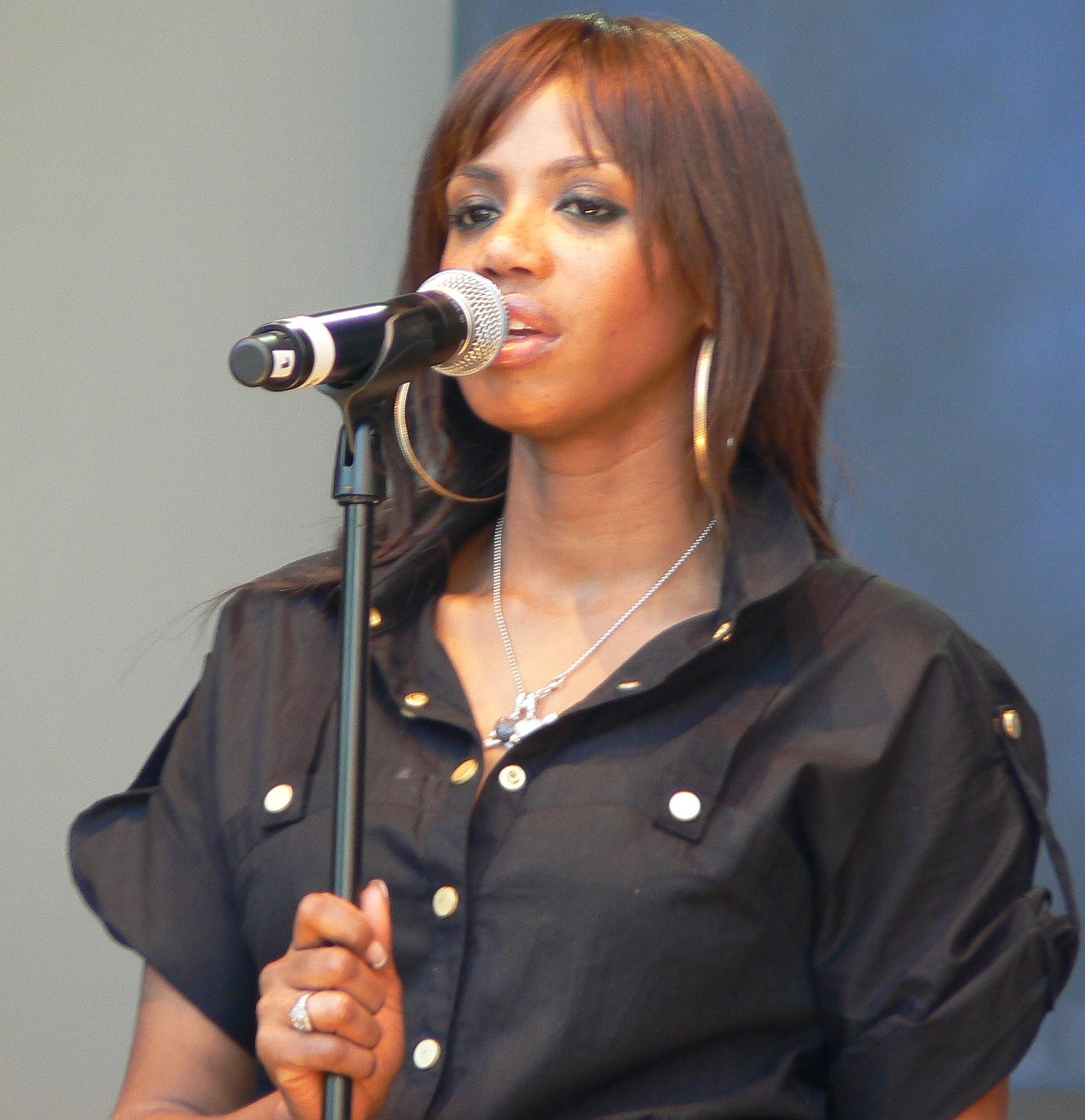
Shaznay Lewis bei einem Auftritt (2007)

Shaznay Tricia Lewis (* 14. Oktober 1975 in Islington, London) ist eine britische Sängerin.

## Leben
Lewis wurde als Mitglied der britischen Band All Saints bekannt. Zudem schrieb sie die meisten Songs der Band, so z. B. Pure Shores, die weltweit erfolgreichste Single der Band vom Soundtrack zu The Beach mit Leonardo DiCaprio. Während der Trennung von All Saints (2001–2006) arbeitete Lewis als Solokünstlerin und veröffentlichte im Sommer 2004 ihr Debütalbum und zwei Singles.
Außerdem übernahm sie eine kleine Rolle im Film Kick It Like Beckham, für dessen Soundtrack sie das Lied Dream the Dream schrieb und einsang. Auch für den Film Zum Glück geküsst schrieb und sang sie das Lied Dance.
Lewis ist seit dem 21. August 2004 mit Christian Horsfall verheiratet. Im Februar 2006 kam ein gemeinsamer Sohn zur Welt.

## Diskografie

### Studioalben
| Jahr | Titel | Höchstplatzierung, Gesamtwochen, AuszeichnungChartsChartplatzierungen (Jahr, Titel, Platzierungen, Wochen, Auszeichnungen, Anmerkungen) | Anmerkungen                         |
| Jahr | Titel | UK | Anmerkungen                         |
| ---- | ----- | --- | ----------------------------------- |
| 2004 | Open  | UK22 (4 Wo.)UK | Erstveröffentlichung: 19. Juli 2004 |
| 2024 | Pages | — | Erstveröffentlichung: 17. Mai 2024  |

### Singles
| Jahr | Titel Album                      | Höchstplatzierung, Gesamtwochen, AuszeichnungChartplatzierungen (Jahr, Titel, Album, Platzierungen, Wochen, Auszeichnungen, Anmerkungen) | Höchstplatzierung, Gesamtwochen, AuszeichnungChartplatzierungen (Jahr, Titel, Album, Platzierungen, Wochen, Auszeichnungen, Anmerkungen) | Anmerkungen                                                             |
| Jahr | Titel Album                      | DE | UK | Anmerkungen                                                             |
| ---- | -------------------------------- | --- | --- | ----------------------------------------------------------------------- |
| 1997 | I Wanna Be Your Lady Hinda       | — | UK14 (7 Wo.)UK | Erstveröffentlichung: 13. Dezember 1997 Hinda Hicks feat. Shaznay Lewis |
| 2004 | Never Felt Like This Before Open | DE82 (3 Wo.)DE | UK8 (10 Wo.)UK | Erstveröffentlichung: 5. Juli 2004                                      |
| 2004 | You Open                         | — | UK56 (2 Wo.)UK | Erstveröffentlichung: 18. Oktober 2004                                  |
| 2008 | Daddy-O –                        | — | UK32 (4 Wo.)UK | Erstveröffentlichung: 2008 Wideboys feat. Shaznay Lewis                 |

Weitere Singles
- 2008: Ice Cream (Anthony Asher feat. Shaznay Lewis)
- 2024: Miracle
- 2024: Kiss of Life
- 2024: Got to Let Go